# Victor Vandercruyssen
Victor Vandercruyssen (Brugge, 14 december 1889 - Oudenaarde, 20 juli 1967) was een Belgisch politicus voor de Liberale Partij. Hij was burgemeester van Edelare van 1921 tot 1947. Gedurende die periode was hij meestal de enige, en aldus zeker de langstzittende, Liberale burgemeester uit de regio.

## Biografie
Als handelaar en schoenenfabrikant werd hij tijdens de Tweede Wereldoorlog verplicht om legerschoenen te maken voor de Duitsers, wat hij prompt weigerde. Vanaf 1 september 1942 tot 4 september 1944 werd hij vervangen door een oorlogsburgemeester, en tot persona non grata verklaard. In 1943 werd hij opgepakt en gevangengezet in Aalst voor deportatie naar Duitsland. Na 3 maanden werd hij vrijgelaten.
Het verhaal gaat dat zijn echtgenote, Marie-Louise Mathijs, hem vrijgekocht had voor een indertijd fenomenale som geld.
Achter de schermen heeft hij ook een rol gespeeld bij het toenmalige verzet. Zelf heeft hij daar echter nooit willen over uitweiden.
In 1947 trok hij zich terug uit de politiek. In 1964 werd hem gevraagd de "liberale dorpslijst op te vullen". Hij was een van de weinige verkozenen, maar hij heeft zijn mandaat nooit opgenomen.